# Sminthopsis floravillensis
Sminthopsis floravillensis — викопний вид родини кволових, знайдений у північному Квінсленді, англ. Floraville local Fauna. «Sminthopsis» з грецької означає «мишоподібна зовнішність». Голотипом є права нижньощелепна кістка із усіма чотирма молярами. Паратип включає більшість верхніх молярів. Цей вид відрізняється від інших пропорційно більшим третім премоляром порівняно з другим премоляром, помірно добре розвиненими задньо-внутрішніми кінчиками нижніх молярів і вузькими премолярами.